# Шкляр, Анатолий Николаевич
Анато́лий Никола́евич Шкляр (род. 1 октября 1954, Днепропетровск) — украинский поэт.

## Биография
Родился 1 октября 1954 г. в городе Днепропетровске.
В 1977 г. окончил украинское отделение филологического факультета Днепропетровского государственного университета. Работал журналистом в газетах завода им. Петровского, треста «Днепроспецбуд», затем — директором Днепропетровского клуба писателей, редактором и заведующим редакцией художественной литературы издательства «Промінь»(с 1991 г. — «Січ»), редактором издательства «Поліграфіст», директором издательства «Січ».
Состоял членом редколлегии «Слова», издававшегося Днепропетровским обществом им. Т. Г. Шевченко «Просвещение».
Член Национального Союза писателей Украины (с 19 октября 1987 г.).

## Творчество
Автор поэтических сборников «Скрипковий ключ» (1982), «Знак птаха» (1987), «Сторожа» (1992), «Тисячоока хвиля» (1999), «Віртуальний потяг» (2007). Произведения печатались в сборниках, в периодических изданиях Украины, Австралии, Канады, США, России.

## Награды
- Лауреат литературной премии им. А. Стовбы (1991)
- премия им. П. Кононенко (2010).